# Medicine doktor
Medicine doktor (med.dr) är i Sverige en titel för den som disputerat inom medicinsk vetenskap.Från 1981 till 2001 benämndes motsvarande examen doktor i medicinsk vetenskap (med dr vet) eller på engelska Doctor of Medical Science, för de övriga akademiska yrkena inom vården, då denna beteckning internationellt ansågs mer svara mot den 4–5 år långa utbildningstiden i Sverige, som ska jämföras med engelska och amerikanska Doctor of Philosophy (PhD) som i allmänhet tar lika lång tid. År 2001 avfördes denna examenstitel från agendan och alla doktorander vid de flesta medicinska fakulteterna på de svenska universiteten avlägger numera en medicine doktors-examen (PhD in Medicine).  
För svenska medicine doktor används förkortningen med.dr. Förkortningen MD används synonymt till den internationella beteckningen för avlagd läkarexamen. Benämningen har sitt ursprung i latinets medicinae doctor och motsvarar på engelska den akademiska examen Doctor of Medicine.   
I Sverige görs alltså inte skillnad mellan dem som avlägger sin doktorsexamen vid de medicinska fakulteterna med hänsyn till specialistutbildning för läkare, som i Finland, utan med hänsyn till den akademiska utbildningsnivån i forskaryrket.
Medicine doktor ska inte förväxlas med det vanligt förekommande benämningen ”doktor” på en vanlig läkare. Legitimerad läkare (leg. läk.) blir man i Sverige efter att ha avlagt en läkarexamen (6 år). Således betyder ”Sara Svensson, leg. läk., med. dr” att Svensson är disputerad läkare. De historiska beteckningarna medicine kandidat och medicine licentiat motsvaras ungefär av dagens examen på grundläggande respektive avancerad nivå inom ramen för läkarprogrammet.

## Internationell jämförelse
Den amerikanska titeln för en person med läkarexamen är MD (Medical Doctor). Observera att den svenska titeln medicine doktor (med.dr), som syftar på en person som doktorerat på en avhandling i ett medicinskt ämne, motsvaras av PhD på engelska.
I Storbritannien är MB BS (Bachelor of Medicine, Bachelor of Surgery) motsvarande en svensk läkarexamen. En person med svensk medicine doktorsexamen brukar istället använda den generella engelska titeln för doktorsexamen, det vill säga PhD I internationella sammanhang betyder således ”Sara Svensson, MD, PhD” att Svensson är disputerad läkare.